# Gasvermessung
Die Gasvermessung ist ein Verfahren der geochemischen Analyse und Prospektion mit dem Ziel in der Gasphase Kohlenwasserstoffe zu finden, die Hinweise auf Erdöl- oder Erdgas-Lagerstätten liefert. Die in den unterirdischen Lagerstätten eingeschlossenen gasförmigen Kohlenwasserstoffe können durch Migration oder Diffusion an die Erdoberfläche wandern, wo sie in der Bodenluft nachgewiesen werden können. Als Analyseverfahren wird dabei meist die Gaschromatographie benutzt.